# Elle (pel·lícula)
Elle (lit. ‘Ella’) és una pel·lícula germanofrancesa de thriller, dirigida per Paul Verhoeven i estrenada l'any 2016, adaptació de la novel·la «Oh...» de Philippe Djian. Quinzè llargmetratge del director, Elle marca el seu retorn al cinema, deu anys després de l'estrena del seu film precedent, El llibre negre i es va presentar en competició oficial al Festival de Canes 2016. Es va doblar i subtitular al català.

## Argument
Michèle forma part d'aquestes dones que no semblen esperar res. Cap d'una gran empresa de videojocs, gestiona amb mà de ferro tant els seus negocis com la seva vida sentimental. La seva vida fa un gir quan és agredida a casa seva per un desconegut. Indestructible, Michèle es posa a acorralar-lo. Un joc estrany s'instal·la llavors entre ells. Un joc que, en qualsevol moment, pot degenerar.

## Repartiment
- Isabelle Huppert: Michèle Leblanc
- Laurent Lafitte: Patrick
- Anne Consigny: Anna
- Charles Berling: Richard
- Virginie Efira: Rebecca
- Judith Magre: Irène
- Christian Berkel: Robert
- Jonas Bloquet: Vincent
- Alice Isaaz: Josie
- Vimala Pons: Hélène
- Raphaël Lenglet: Ralph
- Arthur Mazet: Kevin
- Lucas Prisor: Kurt
- Hugo Conzelmann: Philipp Kwan
- Stéphane Bak: Omar
- Nicolas Beaucaire: l'agent immobiliari

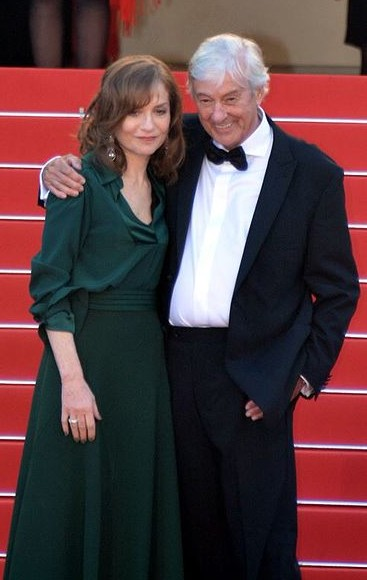
Isabelle Huppert i Paul Verhoeven en la presentació del film al festival de Canes 2016

- Jean-Noël Martin: el maitre d'hotel
- Olivia Gotanegre: la infermera

## Producció
Després de l'èxit de El llibre negre (2006), el director Paul Verhoeven desenvolupa un projecte de film sobre Jesús de Natzaret, un altre sobre els càrtels de droga mexicans titulat Rogue, així com una adaptació de la novel·la anticolonialista de Louis Couperus, La Força de les tenebres, però li costa trobar el finançament necessari. El 2012, realitza un film experimental de 55 minuts titulat Tricked, però admet que «l'experiència va ser potser més interessant que el film que n'ha resultat». El productor Saïd Ben Saïd li sotmet llavors la novel·la «Oh...» de Philippe Djian i Paul Verhoeven es mostra ràpidament entusiasmat amb la idea de fer-ne un film: «Això era molt diferent del que havia fet abans. He pensat sempre que calia no repetir-se mai sinó al contrari explorar nous territoris, no sentir-se segur. Des d'un punt de vista existencial, és important no saber el que ens espera. És la meva manera de renovar la meva creativitat, inclús si això pot ser espantós. És per aquesta raó que mai no he fet continuacions dels meus propis films que han sigut objecte de remakes o de seqüeles.»
El director està particularment interessat per la força i la complexitat de l'heroïna així com per l'estructura del relat. «Al llegir el llibre, m'ha agradat immediatament aquest equilibri entre el thriller i tot el que les seves relacions amb els altres revelen de la seva personalitat. El seu caràcter ha definit per la manera de la qual tracta els altres. No hi té cap introversió ni explicació psicològica al seu comportament. És simplement definida per les seves accions.» P. Verhoeven veu igualment un paral·lel entre la història d'Elle i la de l'un dels seus films preferits, Belle de jour de Luis Buñuel, la història d'una dona rica que decideix prostituir-se perquè s'avorreix: «Hi ha alguna cosa de Belle de jour a Elle al sentit on el meu film aborda també comportaments jutjats immorals o anormals tractant-los com si fossin normals.»
El projecte, descobert el maig de 2014 durant el Mercat del film de Canes, és anunciat com «pur Verhoeven, extremadament eròtic i pervers». El coproductor del film Arte France Cinema el descriu com un «retrat de dona en el qual es troba la inspiració, la violència, l'energia vital i els talents satírics» del director.
El film, rebatejat, estava previst haver-se filmat a Boston en llengua anglesa però, segons Paul Verhoeven, va resultar impossible rodar un tema tan sulfurós als Estats Units. Escull llavors rodar en llengua francesa i a París. Amb la finalitat de comunicar com desitja amb els equips del film, el director segueix durant quinze dies cursos intensius de francès en un institut de llengua als Països Baixos.

## Rebuda
| Lloc o revista          | nota   |
| ----------------------- | ------ |
| Allociné                | 4,4/5  |
| Rotten Tomatoes         | 9,2/10 |
| Metacritic              | 86/100 |
| Internet Movie Database | 7,7/10 |

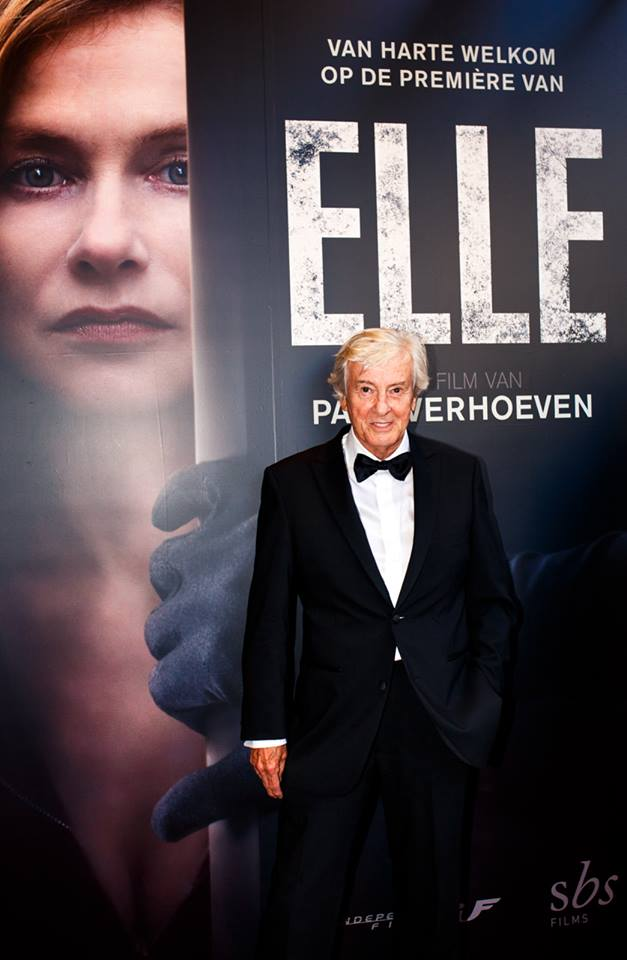
Paul Verhoeven a l'estrena del film a Amsterdam

El film és aclamat per la crítica en la seva presentació al Festival de Canes 2016 on l'equip rep una ovació dempeus de prop set minuts. Per Stéphane Delorme dels Cahiers du cinéma, és «un retorn fulminant de l'holandès. Nosaltres no ens atrevim a somiar amb un film tan audaç, també generós, del qual la ficció abundant interrogar fort el cinema francès en el seu propi terreny.» Per Jean-Philippe Tessé, igualment dels Cahiers du cinéma, «és una gran alegria de trobar Paul Verhoeven a una tal forma. Cal tota la seva audàcia per submergir-se amb una tal agilitat i un tal plaer a una història tan boja. És un film molt negre i molt graciós, un film veritablement torçat i boig.» Per Christophe Narbonne i Gérard Delorme de la revista Première, Paul Verhoeven signa amb Ella «el seu film sens dubte el més ferotge des del Quart Home», un «film xocant, retrat sadomasoquista d'una gran burgesia de passat tèrbol. Amb una Isabelle Huppert grandiosa ». Per Fausto Fasulo de Mad Movies, es tracta d'un «retrat de dona d'una infinita complexitat i de la qual cada preciosa matisa reexpedeix a la bellesa amoral de certs romanços porno japonesos dels anys 70» i afegeix que en «a penes alguns segons de film, l'evidència ens traspassa: ni el temps, ni l'expatriació no han contingut la vigor, la precisió i el gust del risc d'un director del qual s'ha potser oblidat - on sota-estimat - la capacitat a revitalitzar les seves obsessions quan canvia de gènere o de país d'adopció.» Per Thierry Chèze de Productora Ciné Live, es tracta d'un «Verhoeven major» on «la perversitat ha elevat al rang de (gran) art» i on «cada plànol, superbament construït, banya a aquesta ambigüitat perversa que mou el relat sobre una paleta de sensacions diverses, de la violència frontal al farciment burlesc.»